# طبق الغذاء الصحي
طبق الغذاء الصحي هو موجز مصور للمجموعات الرئيسة للوجبات ومقاديرها المفضلة وفقًا للحمية الغذائية الصحية. وهو إحدى وسائل تقديم الإرشادات الغذائية التي تتبناها وزارة الصحة ويصدر رسميًا عن حكومة المملكة المتحدة.

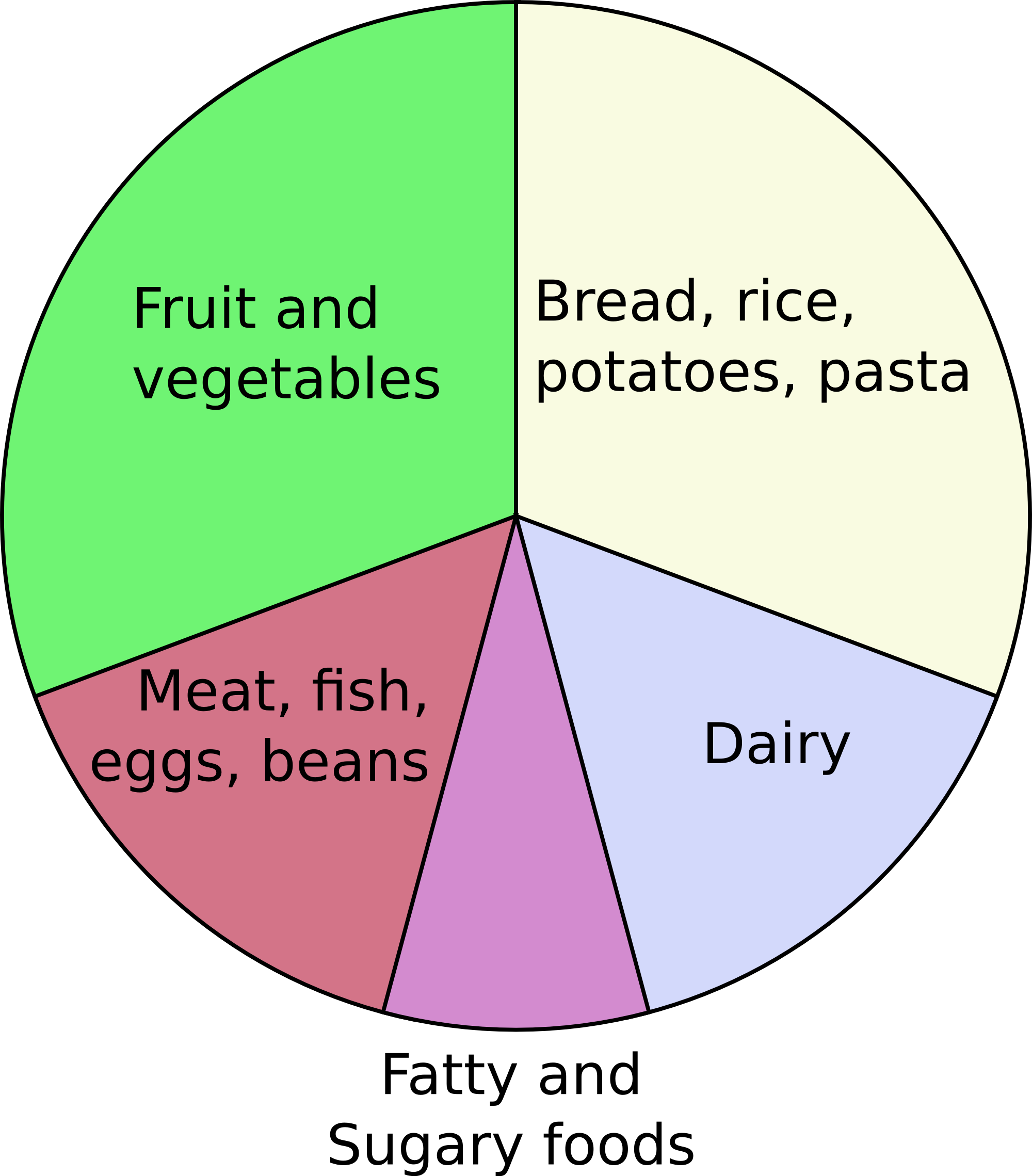
مخطط مبسط لطبق الغذاء الصحي الأصلي (التي ليس لها حقوق طبع مطابقة للويكيبديا)

وكان طبق الغذاء الصحي يعرف فيما مضى باسم اتزان العافية.

## التوصيات
يمكن تقسيم الطعام إلى خمسة أنواع:
- كثير من الفواكه والخضروات (على الأقل خمس مرات يوميًا).
- كثير من البطاطس والخبز والأرز والمكرونة والنشويات.
- بعض الحليب والألبان واللبن المعزز بالكالسيوم.
- بعض اللحوم والأسماك والبيض والمصادر البروتينية من غير الألبان (مثل البقوليات والبقليات ).
- كميات صغيرة جدًا من الأطعمة الغنية بالدهون والسكريات.

ويُنصح بتقليل مقدار الأملاح في الأطعمة وشرب ما لا يقل عن 6-8 أكواب ماء أو مشروبات غير محلاة يوميًا، مع تجنب ماء الصودا والمشروبات غير الكحولية الغنية بالسكريات.

## وصلات خارجية
- الموقع الرسمي
- Eatwell Plate at the National Health Service
- "The eatwell plate: High resolution (120kb)" (PDF). United Kingdom National Health Service. مؤرشف من الأصل (PDF) في 2016-03-21. اطلع عليه بتاريخ 2012-04-12.